# Георге Гімпу
Георге Ґімпу (рум. Gheorghe Ghimpu; нар.26 липня 1937 р. Колоніца — 13 листопада 2000 р., Кишинів) — радянський молдовський вчений, дисидент, з 1989 року молдовський політичний діяч і один з ініціаторів виходу Молдови зі складу СРСР. Відомий як людина, яка зняла радянський прапор з будинку Верховного Ради Молдовської СРСР (нині президентури Молдови). Брат Міхая Ґімпу, в.о. Президента Молдови у 2009–2010 роках, та дядько Доріна Кіртоаке, мера Кишинева.

## Ранні роки та освіта
Георге Ґімпу народився 26 липня 1937 року в селі Колониці (нині в секторі Карбівки міста Кишинів). Мати, Ірина Харлампіївна Урсу (пом. 2003 р.), працювала в колгоспі. Батько, Федір (Тоадер) Ґімпу (пом. 1980 р.), був викладачем у школі, проте сам мав тільки сім класів освіти. Мав трьох братів: Симеона (24 травня 1939 — 27 липня 2010), майбутнього молдовського поета, Віссаріона та Міхая, майбутнього політика, а також сестру Валентину, яка згодом стала матір'ю Доріна Кіртоаке, мера Кишинева.
Закінчив Придністровський державний університет імені Т. Шевченка, факультет біології. Отримав звання доктора біологічних наук в Інституті біологічної фізики АН СРСР у Москві, викладав у школі міста Страшени, Придністровському державному університеті та Кишинівському державному університеті.

## Дисидентська діяльність

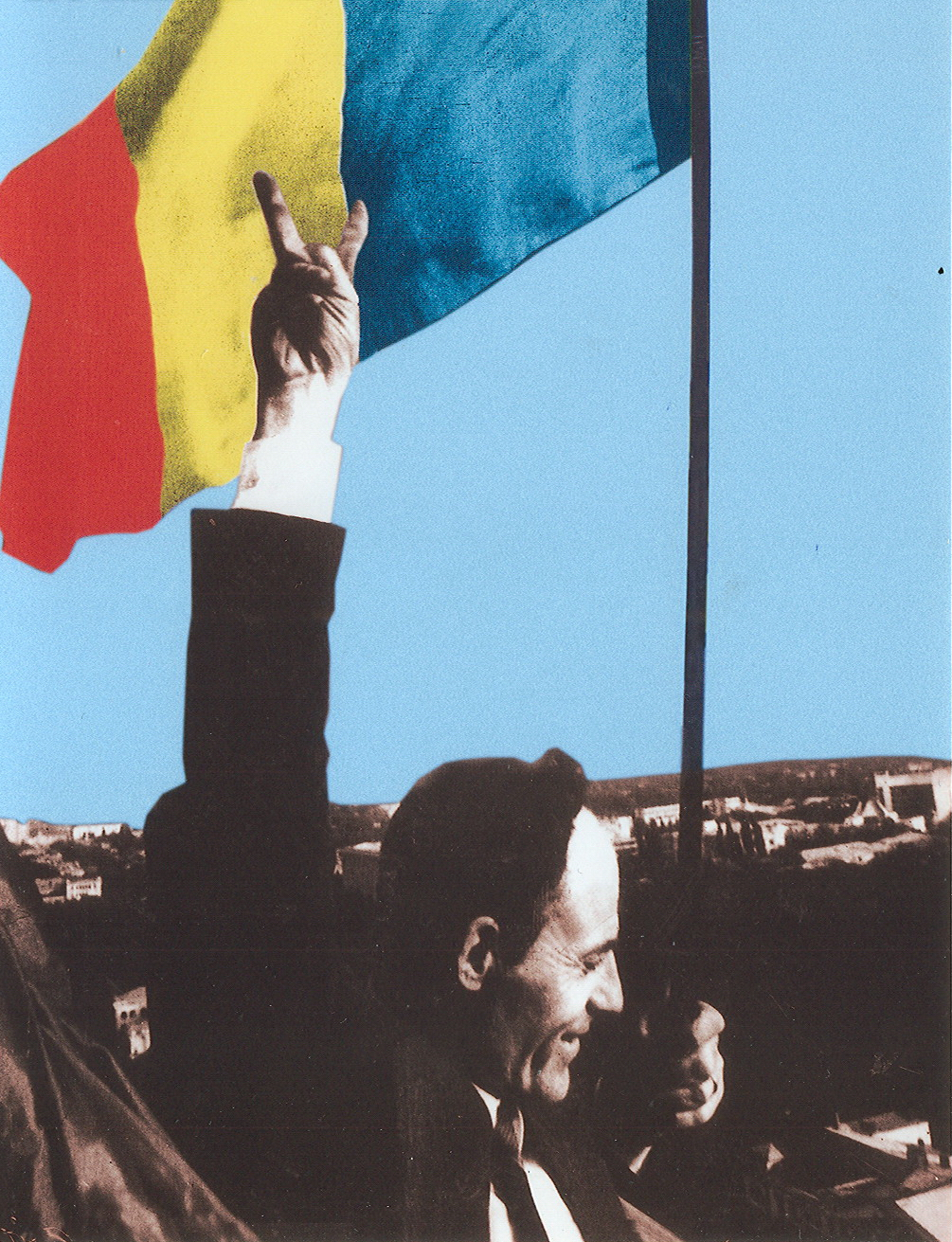
Георге Ґімпу піднімає трикольоровий прапор над будівлею Верховної Ради в Кишиневі

З 1969 по 1971 роки Георге Ґімпу був членом антирадянської підпільної організації «Національно-патріотичний фронт Бессарабії і Північної Буковини», яка нараховувала більше 100 осіб. Ця організація домагалася виходу Молдови зі складу СРСР і включення її до складу Румунії. У грудні 1971 року організацію розкрив КДБ не без допомоги Іона Стенеску, глави Державної ради безпеки Соціалістичної Республіки Румунії, і заарештував усіх членів «Фронту». 13 липня 1972 за антирадянську діяльність Ґімпу був засуджений до 6 років позбавлення волі. Покарання відбував у пермських та мордовських таборах.
У 1990-ті, коли розпад СРСР став неминучим, в Молдові почалися протести із закликами до виходу зі складу СРСР. 27 квітня 1990 Георге Ґімпу, поговоривши з тодішнім Головою Верховної Ради Молдовської РСР Мірча Снєгуром, піднявся на дах будівлі Верховної Ради і зняв радянський прапор, поставивши синьо-жовто-червоне полотнище і викликавши внизу овації. Історичний момент був відображений на фотографії Миколою Пожогою.
На той момент офіційного молдовського прапору (в сучасному його варіанті) ще не існувало, тому прапор, який підняв Ґімпу, був румунським (відрізняється лише відсутністю герба на жовтій смузі).

## Політична діяльність в незалежні Молдові
У незалежній Молдові Ґімпу був членом Народного фронту Молдови, а також обирався в Парламент Молдови в 1990 році від Румунської національної партії. У вересні 2000 року як ініціатор Міжнародного трибуналу щодо засудження комунізму брав участь у його з'їзді в Вільнюсі.

## Переконання
Георге Ґімпу пишався своїм румунським походженням, відкрито називав себе румуном (що не віталося в Молдовській РСР), при письмі використовував латинську графіку (за радянських часів молдовська мова була на основі кирилічної графіки).
У сучасній молдовській історіографії ставлення до Георге Ґімпу неоднозначне. Переважно його вважають активним борцем за пробудження національної свідомості молдовського народу в період активної русифікації республіки з боку СРСР. Проте деякі історики, зокрема, Васілій Статі, вважають Ґімпу зрадником молдовського народу, адже, на їхню думку, він виступав проти незалежності Молдови та за приєднання її до Румунії, хоча на той час рівень життя в Молдовській РСР був вищим, ніж у Румунській соціалістичній республіці.

## Загибель

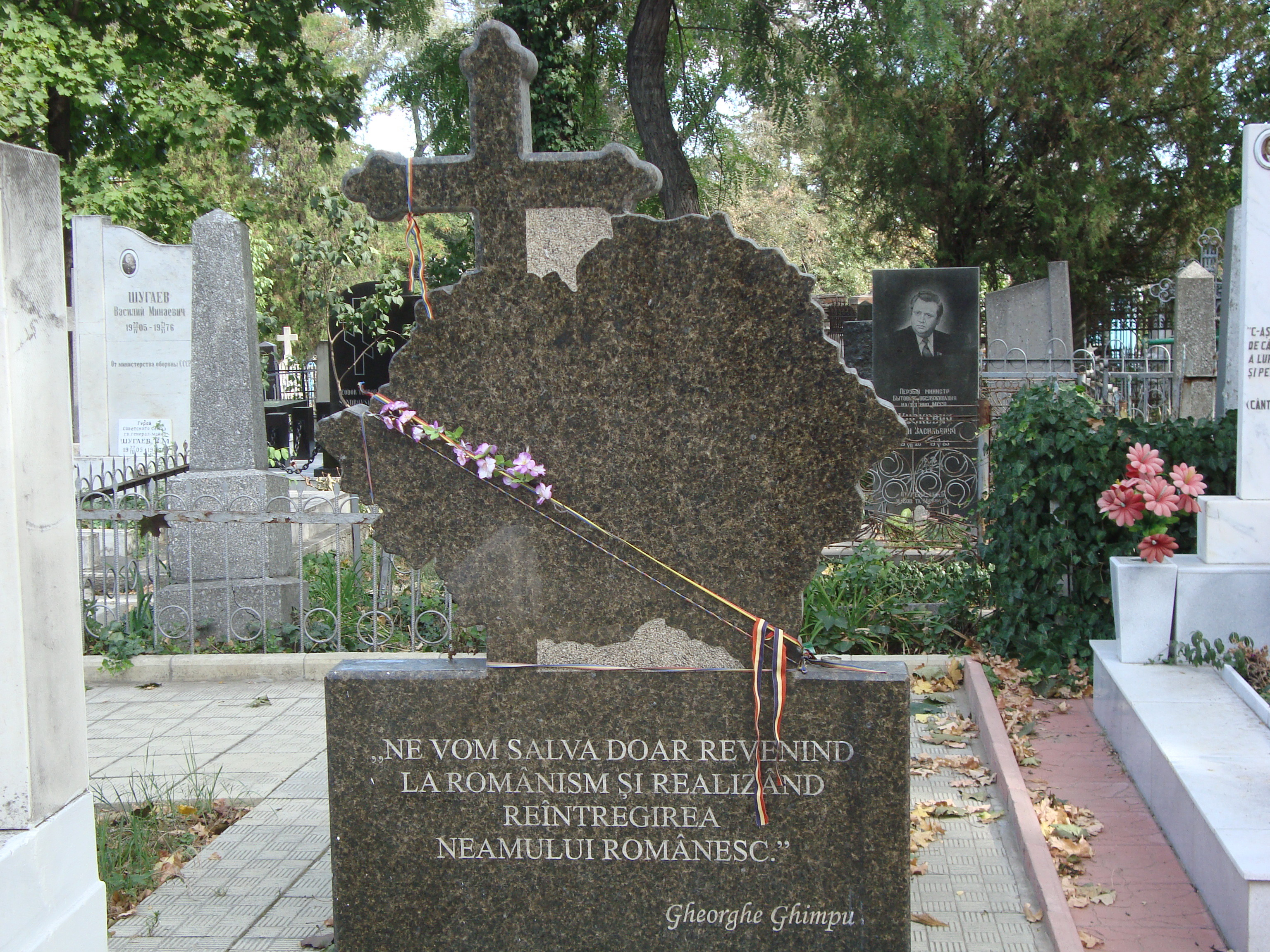
Могила Георгия Гимпу

27 жовтня 2000 в Дондюшанах Ґімпу потрапив в автокатастрофу, від наслідків якої помер у лікарні Кишинева 13 листопада 2000. Обставини загибелі досі не встановлені.

## Увічнення пам'яті
У Кишиневі іменем Георге Ґімпу названі вулиця та ліцей, проводиться Міжнародний шаховий турнір імені Георге Ґімпу. Існує також орден «Георге Ґімпу», який, втім, не є офіційною державною нагородою.